# اللوبان القریب
ال-لوبان ال-قریب یک منطقهٔ مسکونی در فلسطین است.

## خصوصیات
ال-لوبان ال-قریب ۱٬۴۷۶ نفر جمعیت دارد.